# 蒙布里耶
蒙布里耶（法語：Mombrier，法語發音：[mɔ̃bʁije]）是法国吉伦特省的一个市镇，属于布莱区。

## 地理
蒙布里耶（45°4'44"N, 0°33'13"W）面积4.25 平方千米，位于法国新阿基坦大区吉倫特省，该省份为法国西南部沿海省份，是法國本土面积最大的省，北起滨海夏朗德省，西临大西洋，南至朗德省，东南接洛特-加龍省，东临多爾多涅省。
与蒙布里耶接壤的市镇（或旧市镇、城区）包括：特亚克、朗萨克、皮尼亚克、圣特罗让、萨莫纳克。
蒙布里耶的时区为UTC+01:00、UTC+02:00（夏令时）。

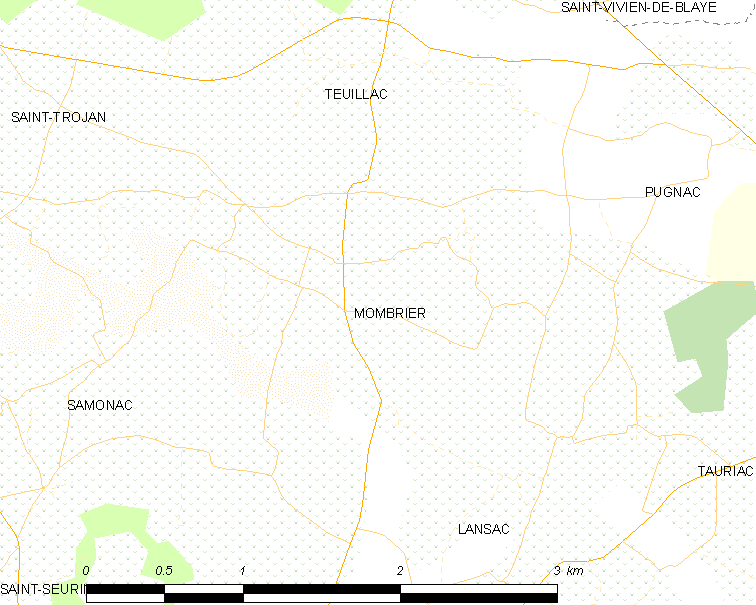
蒙布里耶的OSM定位图

## 行政
蒙布里耶的邮政编码为33710，INSEE市镇编码为33285。

## 政治
蒙布里耶所属的省级选区为河口县。

## 人口

1962-2008年间蒙布里耶人口变化图示

蒙布里耶于2022年1月1日时的人口数量为465人。